# Sandro Penna
Sandro Penna (Perugia, 12 de junio de 1906 - Roma, 21 de enero de 1977) fue un escritor y poeta italiano.

## Biografía
Su padre era comerciante en Perugia, ciudad en la que Sandro Penna vivió hasta los veintitrés años. El resto de su vida (salvo un breve periodo que pasó en Milán), transcurrió en Roma, ciudad en la que morirá. En 1939 publica sus primeros poemas con éxito, lo que le permite colaborar en importantes revistas literarias de aquel tiempo, como Corrente, Letteratura o Il Frontespizio. Allí aparecieron textos en prosa que posteriormente se publicaron (1973) bajo el título de Un po' di febbre (en España: 'Una mica di febre', traducido al catalán por Jaume Creus, La Magrana, 1992; 'Algo de fiebre', traducido al castellano por Luis Antonio de Villena, Pre-Textos, 2002).
En 1950 publicó su segundo libro de poemas con el título de Appunti ('Apuntes').
En 1955 publicó el relato Arrivo al mare ('Llegada al mar'). En 1956 aparece una de sus obras más importantes, en la que se define mejor su personalidad y el estilo de su obra: Una strana gioia di vivere, editado por Scheiwiller en 1956 (en España: 'Una extraña alegría de vivir', traducido por Juan Carlos Gentile Vitale, La Garúa Libros, 2004). En 1957 la editorial Garzanti publica una antología completa de sus poemas, con las que obtiene ese mismo año el Premio Viareggio.
En 1958 aparece un nuevo libro de poemas: Croce e delizia, editorial Longanesi. En 1970 Garzanti edita Tutte le Poesie ('Todas las poesías'), donde se recogen todos los libros precedentes y muchos textos inéditos hasta entonces. Con este libro, Penna gana el Premio Fiuggi.
En 1976 publica Stranezze ('Extrañezas'), con el que gana en enero de 1977, pocos días antes de su muerte, el Premio Bagutta.

## Poética
La poesía de Sandro Penna está ligada al tema del amor homosexual. Su estilo es sencillo, próximo a la canción, absolutamente en las antípodas de universo poético de Eugenio Montale, con quien se le suele oponer para mostrar dos formas opuestas de entender la poesía.
La obra de Sandro Penna se caracteriza por su pureza, con estrofas breves y versos de dulce cantabilidad, alejados de cualquier experimentalismo o referencia culta. 
Umberto Saba y Pier Paolo Pasolini fueron grandes defensores de la poesía de Sandro Penna. 

## Traducciones al español
- Quince poemas (Luis Antonio de Villena, trad.) Septimomiau. 1979.
- Poesía (Pablo Luis Ávila, trad.) Visor. 1992.
- Poesías (1927-1938) (Eduardo Domínguez, trad.) Huerga y Fierro Editores (Signos). 1995.
- Algo de fiebre (Luis Antonio de Villena, trad.) Editorial Pre-Textos. 2002.
- Una extraña alegría de vivir (Carlos Vitale, trad.) La Garúa Libros. 2004.
- Cruz y delicia. Extrañezas (Edgardo Dobry, trad.) Lumen. 2007.

- Datos: Q982945
- Multimedia: Sandro Penna / Q982945